# デルフト陶器

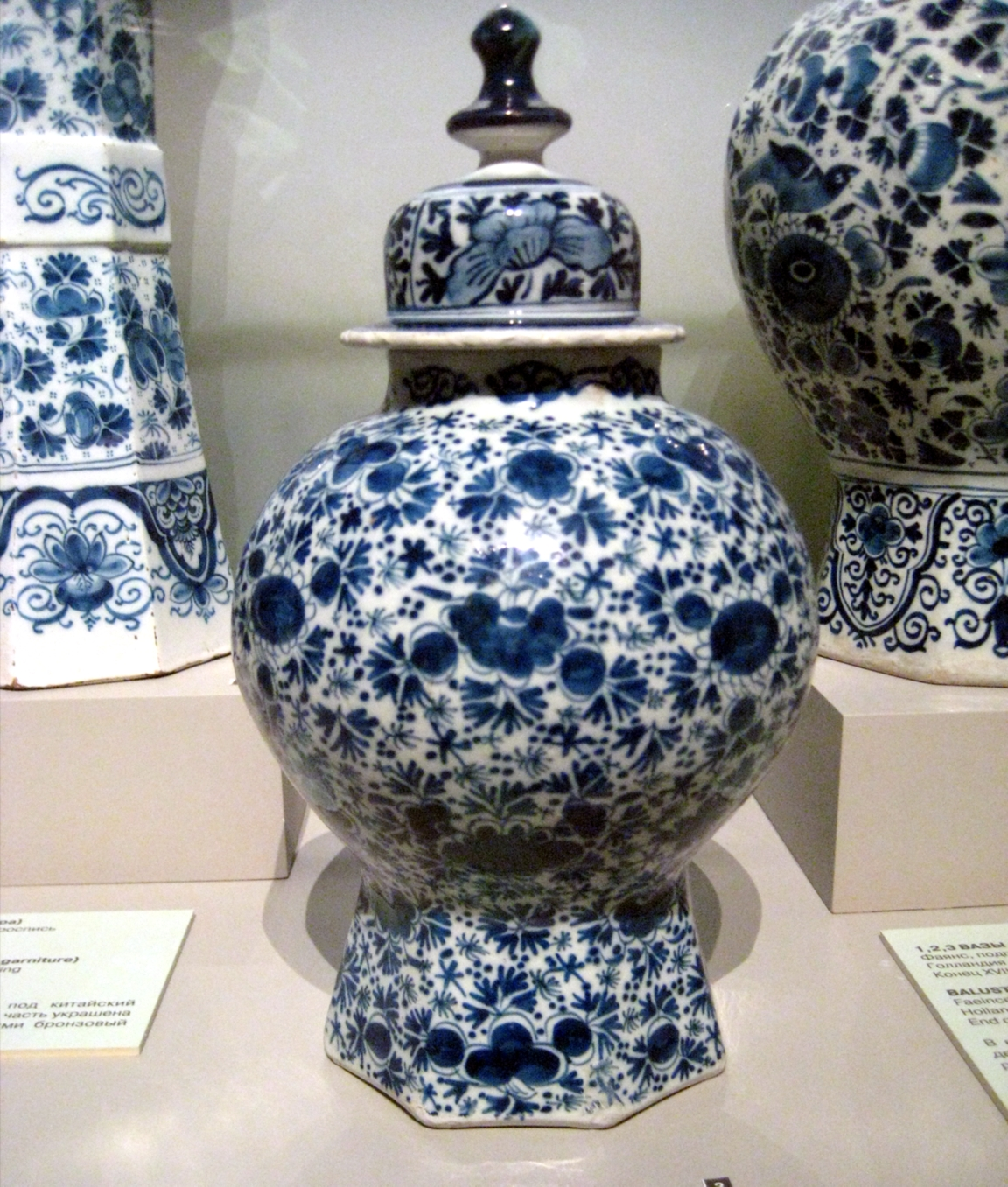
デルフト陶器。モスクワのプーシキン美術館所蔵。

デルフト陶器（デルフトとうき、蘭: Delfts blauw）は、オランダのデルフトおよびその近辺で、16世紀から生産されている陶器。白色の釉薬を下地にして、スズ釉薬(en)を用いて彩色、絵付けされる陶器で、日本ではデルフト焼とよばれることがある。
オランダでスズ釉薬で絵付けされた陶器を最初に制作したのは、アントウェルペンのグイド・ダ・サヴィーノで、1512年のことである。その後、絵付けされた陶器の制作が、オランダ南部からオランダ北部へと広まっていったのは1560年代のことだと考えられている。ミデルブルフやハールレムでは1570年代、アムステルダムでは1580年代に、このような陶器の製造が始まった。しかしながら、優れた陶器の多くはデルフトで生産されており、ゴーダ、ロッテルダム、アムステルダム、ドルトレヒトなどの都市では、シンプルな普段使いの陶器が生産されていた。

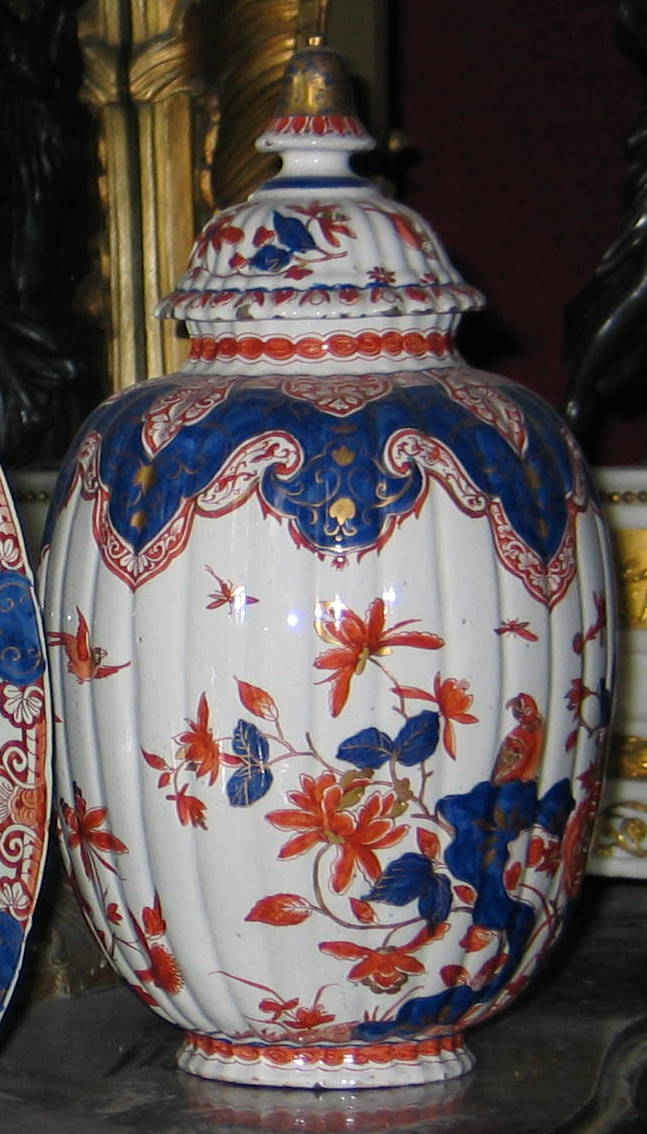
1700年から1720年ごろに制作された伊万里焼を模した壷。アムステルダムのヘールフィンク＝ヒンローペン博物館 (:en:Museum Geelvinck-Hinlopen) 所蔵。

オランダでスズ釉陶器の生産がもっとも盛んだったのは、1640年から1740年のことである。1640年ごろから、個人のモノグラムや工房の意匠に、デルフト陶器が使用されるようになっていった。画家だけでなく、絵付けを行う陶芸職人も参加を義務付けられていた芸術家ギルドである聖ルカ組合には、1610年から1640年にかけて10名の陶芸職人が、1651年から1660年にかけて9名の陶芸職人が、それぞれマスターとして登録されている。1654年にデルフトで弾薬庫で保管されていた火薬が大爆発を起こし、多数の醸造所が甚大な被害を被った。これによりデルフトの醸造産業は衰退し、広い醸造所跡地を広い工房が必要だった陶芸職人が買い取った。このような陶芸職人のなかには、「二つの大ジョッキ」、「若いムーア人の頭」、「三つの鈴」など、以前の醸造所の屋号をそのまま使用し続けたものもいた。
炭酸カルシウムが豊富に含まれた泥灰土 (en:marl) の使用によって、オランダの陶芸技術は進歩を見せた。デルフト陶器に使用された粘土は、地元産、トゥルネー産、そしてラインラント産の三箇所の粘土を混ぜ合わせたものだった。それまで陶器は絵付けされ、透明の釉薬がかけられるだけだったが、1615年ごろから、白色のスズ釉薬で全面が釉掛けされるようになった。このことが焼成された陶器表面に深みを与え、さらには青の絵付けの発色を鮮明にすることとなり、磁器のような陶器の制作を可能とした。

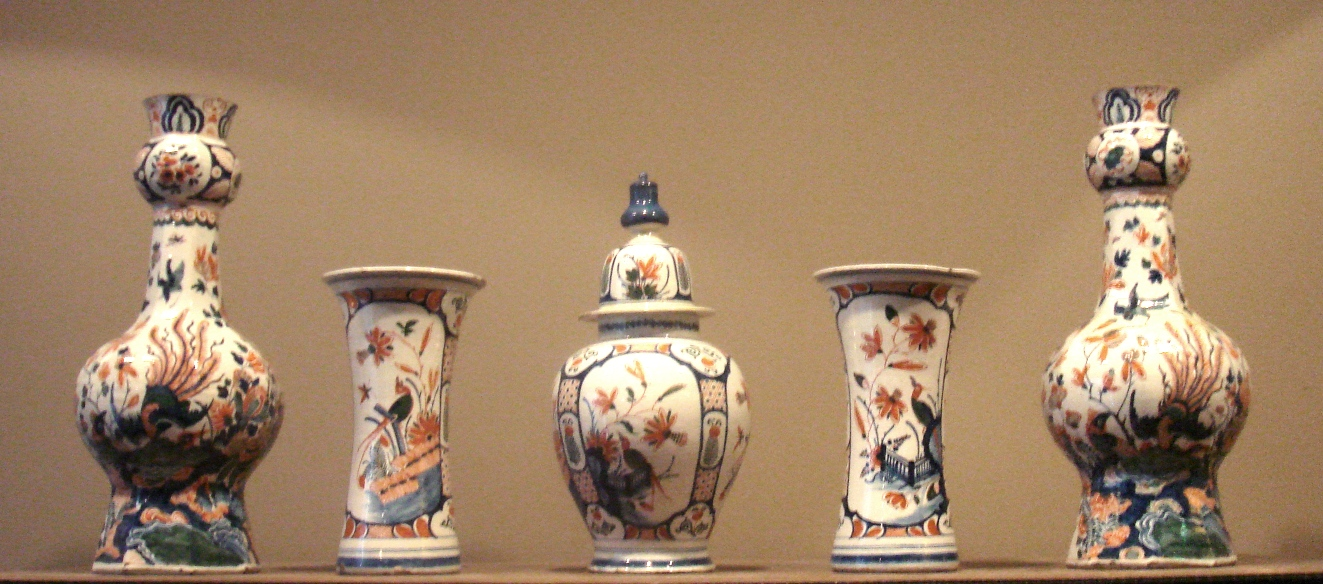
1725年から1760年頃に制作されたデルフト陶器の花瓶と壺。パリの装飾芸術美術館所蔵。

オランダ黄金時代には、オランダ東インド会社によって、17世紀初頭の中国磁器がオランダに大量に輸入されていた。オランダにもたらされた、このような中国磁器の優れた品質と精密な絵付けが、デルフトの陶器職人にも大きな影響を与えている。輸入開始当初は、よほどの富裕層しか中国磁器を入手できなかった。オランダの陶器職人たちはすぐさま中国磁器の模倣品制作を始めたわけではなかったが、明の万暦帝が1620年に死去し、中国磁器のヨーロッパへの輸入が途絶えると、その模倣品の制作をするようになった。デルフトに住んでいた画家ヨハネス・フェルメールの『窓辺で手紙を読む女』にも、この時期のデルフト陶器の皿が描かれている。1630年から18世紀半ばまでのデルフト陶器には、ヨーロッパで発展したデザインとともに、中国磁器独特のデザインの影響が見られる。1700年ごろには、3回の低温焼成の工程が必要とされる、スズ釉薬の上にエナメル顔料を用いた絵付けをする工房が出てきた。

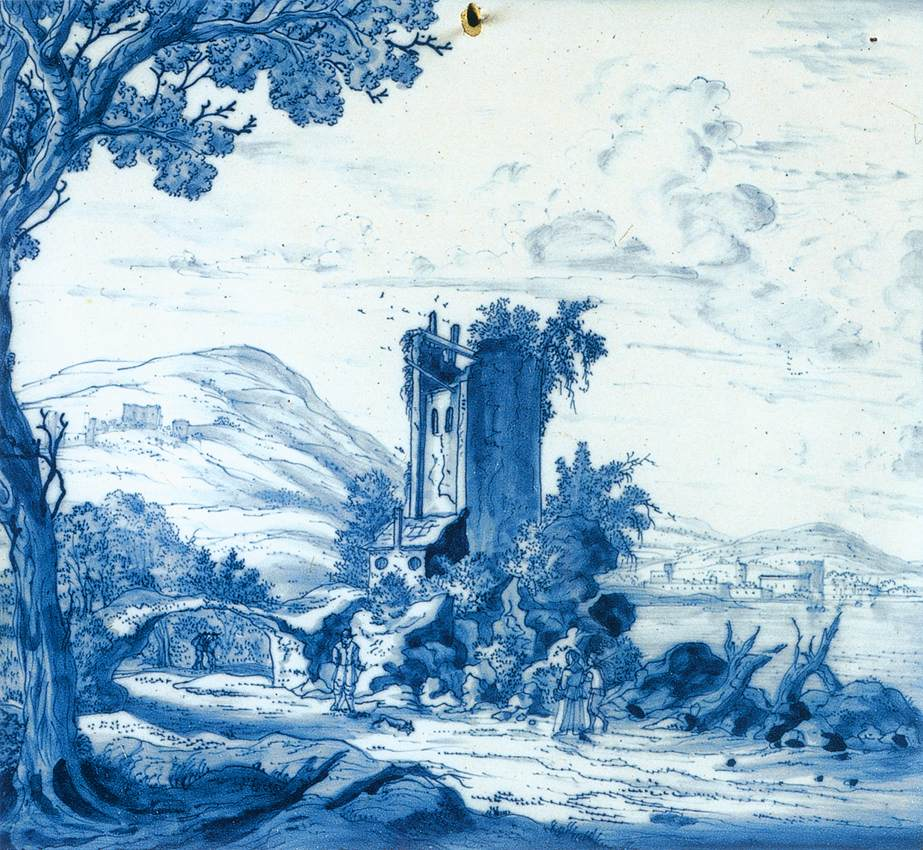
1665年頃に制作された、風景画が描かれたデルフト陶器の陶板。アムステルダム国立美術館所蔵。

デルフトでは、家庭で普段使用する装飾のほとんどないものから、意匠を凝らした美術品とよべるものまで、様々な種類の陶器が制作されていた。「カストステル (kaststel)」と呼ばれる壺のセットは多くの工房で制作されている。装飾画が描かれた絵皿も多く制作されており、風車、漁船、狩猟、風景、海洋など、オランダを代表するようなモチーフが描かれた絵皿が好まれた。絵皿のセットには詩歌が書かれており、会食の場で食後のデザートがこのような絵皿で供されることもあった。デザートを食べ終わると、絵皿に書かれた詩歌を全員で歌い出すといった光景も見られた。デルフト陶器では陶板も大量に制作されており、その制作総枚数は8億枚程度と考えられている。現在のオランダでも、多くの家庭に17世紀から18世紀に制作された陶板が伝えられている。
1750年以降のデルフト陶器は美術品としての価値が下落したと考える専門家もいる。イギリスの陶芸家で、多くの著作があるアラン・カイガー＝スミス (en:Alan Caiger-Smith) は、後期のデルフト陶器の多くが「巧妙だが繊弱な絵付けがなされている。風合いにも独創性にも欠けており、18世紀終わりからのデルフト陶器産業は、残念なことに衰退の一途をたどった」としている。18世紀になると、デルフト陶器はイギリス製磁器に押されて市場を失っていった。現在のオランダで、往時から続いている窯元は、1594年創業のフリースラント州の王立ティヒラー・マッカム工房と、1653年創業の王立デルフト陶器工房 (en:De Koninklijke Porceleyne Fles) しか存在しない。

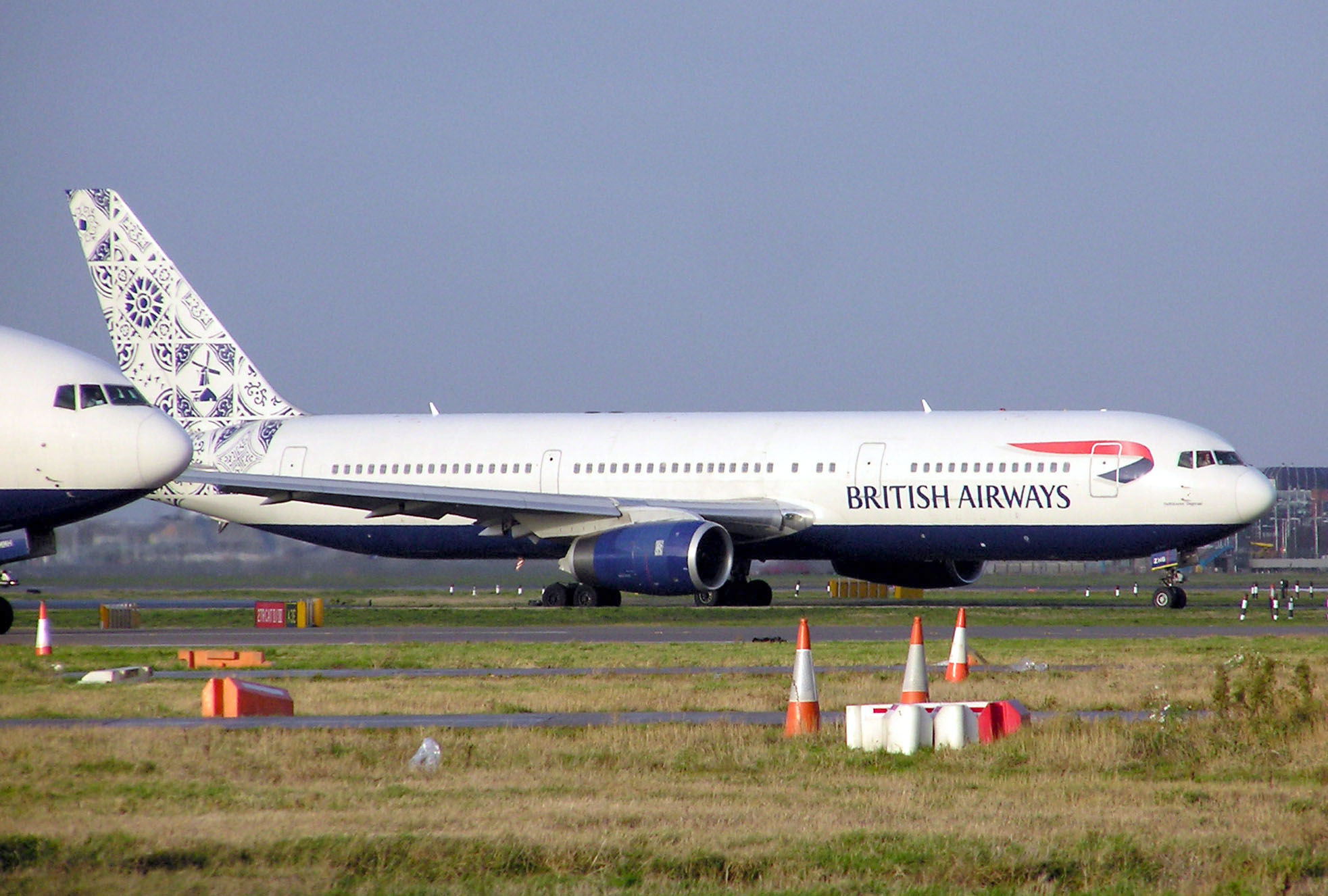
尾翼部分に「デルフトブルーの夜明け」がデザインされた、ブリティッシュ・エアウェイズのB767

現在の職人の手による青色の絵付けを基調としたデルフト陶器は、デルフトブルー (Delfts Blauw ) と呼ばれるブランド名で、鑑定書つきで取引されるコレクターズアイテムとなっている。白地に青色の装飾絵付けなど、はるかに高額な製品となっている18世紀以前のデルフト陶器を模しているが、現在のデルフト陶器には当時使われていたスズ釉薬はほとんど使用されていない。ただし、王立ティヒラー・マッカム工房では現在でもスズ釉薬を用いた陶器を生産している。
イギリスの航空会社ブリティッシュ・エアウェイズの機体のなかには、尾翼付近に各国を象徴するような意匠がデザインされているものがある (en:British Airways ethnic liveries)。オランダを代表する意匠として、デルフト陶器を題材とした「デルフトブルー・デイブレーク (Delftblue Daybreak )」が選ばれた。